# Székelyföldi Rockmaraton
A Székelyföldi Rockmaraton egy könnyűzenei fesztivál Erdélyben, melyet legelőször 2002-ben rendeztek. A székelyudvarhelyi „ZeneUdvar Egyesület” azzal a céllal jött létre, hogy elősegítse az erdélyi magyar rock-pop élet fejlődését, valamint, hogy életben tartsa azt. Cél az is, hogy olyan ismert vagy kevésbé ismert magyarországi együttesek lépjenek az erdélyi színpadokra, amelyeknek az otthoni koncertjére az itteni közönség nagyobb részének nem igazán áll módjában kiutazni. A legfontosabb cél mégis az, hogy az erdélyi zenekarok élő fellépési lehetőséget kapjanak. A rockzenén belül több stílusnak is teret biztosít a fesztivál, például black-metal, hard-rock, power metal, blues-rock, heavy metal stb. A fesztivál egyik érdekessége a léggitár verseny, melyben a versenyzők zene bejátszás során úgy tesznek mintha gitár lenne a kezükben és ők gitároznának. A nevezők saját választott számukra adhatják elő produkciójukat. A több fordulós, elődöntős és döntős, verseny győztese egy elektromos gitárt vihet haza. Emellett bakancsdobáló és kötélhúzó-versenyeket is szoktak rendezni.

## Története

### VIII. Székelyföldi Rockmaraton
A nyolcadik székelyföldi rockzenei fesztivál már nemzetközi hírnevű zenekarokat is felvonultatott. A rendezvényt 2009. július 7-11. között rendezték.
Főbb zenekarok:
| - Avatar – Hu - Piramis – Hu - Pokolgép – Hu - Agregator – Hu - Ossian – Hu - Sabaton – Swe - Overload – Hu - Deák Bill B.B. – Hu | - Depresszió – Hu - Road – Hu - Földrengés – Hu - Perzonal War – Ger - Coronatus – Ger - Brainstorm – Ger - Moby Dick – Hu - Superbutt – Hu |

### VII. Székelyföldi Rockmaraton
2008. július 8-12. között rendezték meg a VII. Székelyföldi Rockmaratont.
Fellépők listája:
| - Deepheaven (RO) - KIP (RO) - Empty Dreams (RO) - HétköznaPI CSAlódások (HU) - Kalapács (HU) - Nevergreen (SRB) - Echoes From The Deep (RO) - R.I.O.T. (RO) - Black Diamond (RO) - Shadows (RO) - Hard (HU) | - Kárpátia (HU) - Időgép (HU) - Overload (HU) - Self Destruction (HU) - Twin Six (HU) - Amaranth (HU) - Judas Best (HU) - Depresszió (HU) - Road (HU) - Superbutt (HU) - Beholder (HU) | - 1 Kill Embrace (HU) - Obstruction (HU) - Cross Borns (HU) - Ideas (HU) - October (HU) - Tesstimony (HU) - Remorse (HU) - Moonsorrow (FIN) - Rückwarts (HU) - Fit Of Madness (RO) |

### VI. Székelyföldi Rockmaraton
2007. július 3. és 7. között megrendezett öt napon 32 együttes lépett fel, közülük hét Erdélyből, 24 Magyarországról, illetve egy Svédországból. Főbb fellépők:
- Superbutt – Hu
- Pokolgép – Hu
- Ossian – Hu
- Agregator – Hu
- AB/CD – Hu
- Tunyogi Rock Band – Hu
- Akela – Hu

### V.Székelyföldi Rockmaraton
2006. július 11-16., Székelyudvarhely, Szejkefürdő adott otthont az V. Székelyföldi Rockmaratonnak.
A 2006-os fesztivál fő fellépőinek listája:
- Kalapács – Hu
- Lord – Hu
- Aurora – Hu
- Amok – Yu
- Moby Dick – Hu
- Agregator – Hu
- Ossian – Hu
- Tűzmadár- Hu

### IV. Székelyföldi Rockmaraton
2005. július 13-17., Székelyudvarhely, Szejkefürdőn megszervezésre került a Székelyföldi Rockamraton  IV. alkalommal.
A 2005-ös fesztivál fő fellépőinek listája:
- Deák Bill Blues Band – Hu
- P. Mobil – Hu
- Moby Dick – Hu
- Ismerös Arcok – Hu
- Scorpions Tribute – Hu
- Judas Best – Hu
- Iron Maidnem – Hu

### III. Székelyföldi Rockmaraton
Egyre biztosabb alapokra helyeződött a székely Rockmaraton és a szervező csapat is kibővült (Jére Ágoston "Guszti" és Orosz-Pál Levente mellé felsorakozott Dézsi Károly “Golyó” és Schervenka Endre is).
A 2004-es fesztivál fellépőinek teljes listája:
| - Gedeon (Marosvásárhely) - Fading Circles (Csíkszereda) - Shadows (Székelyudvarhely) - Téglagyári Megálló (Marosvásárhely) - Nevergreen (Szabadka) - Defender (Marosvásárhely) - Lay-Off (Hu) - Chaos Of Disorder (Hu) - Paradigm (Marosvásárhely) - Ossian (Hu) - Obstruction (Hu) | - Stress (Hu) - Dying Wish (Hu) - Psycho Symphony (Nagykároly) - Agregator (Hu) - Tesstimony (Hu) - Orpheus (Székelyudvarhely) - Knock Out (Kolozsvár) - Takáts Tamás Dirty Blues Band (Hu) - Kalapács (Hu) - Cross Borns (Hu) - Relikvia (Hu) |

### II. Székelyföldi Rockmaraton
Bár a támogatók nem tülekedtek, mégis sikerült megszervezni a Székelyföldi Rockmaraton 2003-as kiadását is. A Székelyudvarhely melletti Szejkefürdőn ezúttal a fesztiválidény elején, július 10. és 13. között dúlt a négynapos rockőrület. Fellépő zenekarok voltak:
A 2003-as fesztivál fellépőinek teljes listája:
| - Gedeon (Marosvásárhely) - Sündörgés (Hu) - Gázló és az ólommadarak (Hu) - Queen Emlékzenekar (Hu) - Moby Dick (Hu) - After Midnight (Marosvásárhely) - Tornado (Marosvásárhely) - Murányi Tóni és zenekara (Székelyudvarhely) - Orpheusz (Székelyudvarhely) - C.A.S.H. (Kolozsvár) - Fürgerókalábak (Hu) - Balance (Székelyudvarhely) | - Kalapács (Hu) - Cross Borns (Hu) - Prosectura (Hu) - Lay Off (Hu) - Trendfuckers (Sepsiszentgyörgy) - Black Leaves (Hu) - Psycho Symphony (Nagykároly) - TransylMania (Barót) - Knock Out (Kolozsvár) - Hollywoodoo (Hu) - Defender (Marosvásárhely) - Akela (Hu) |

### I. Székelyföldi Rockmaraton
2002. augusztus 21-24. között, a Székelyudvarhely melletti Szejkefürdőn első alkalommal került megrendezésre a Székelyföldi Rockmaraton, a Határon Túli Magyar Fiatalok Kulturális Egyesülete szervezésében. A rendezvényen 8 magyarországi, 14 erdélyi és egy szabadkai (Szerbia) zenekar lépett fel.
A 2002-es fesztivál fellépőinek teljes listája:
| - Hard Laws (Székelyudvarhely) - Korruption (Csíkszereda) - Indian Fall (Brassó) - Knock Out (Kolozsvár) - Prognózis (Hu) - Bad Times (Hu) - Transylmania (Barót) - Shadows (Székelyudvarhely) - Psycho Symphony (Nagykároly) - Replika (Hu) - Auróra (Hu) - Iron Maidnem (Hu) | - Forgotten (Székelykeresztúr) - C.A.S.H (Kolozsvár) - Balance (Székelyudvarhely) - Cry Free (Hu) - Kalapács (Hu) - Nevergreen (Szabadka) - Tornado (Marosvásárhely) - Mercedes Band (Sepsiszentgyörgy) - Orpheusz (Székelyudvarhely) - Tűzkerék (Hu) - P. Box (Hu) - Defender (Marosvásárhely) |

## Lásd még
- Rockmaraton

## Külső hivatkozások
- A fesztivál hivatalos oldala.